# Kenmore Square

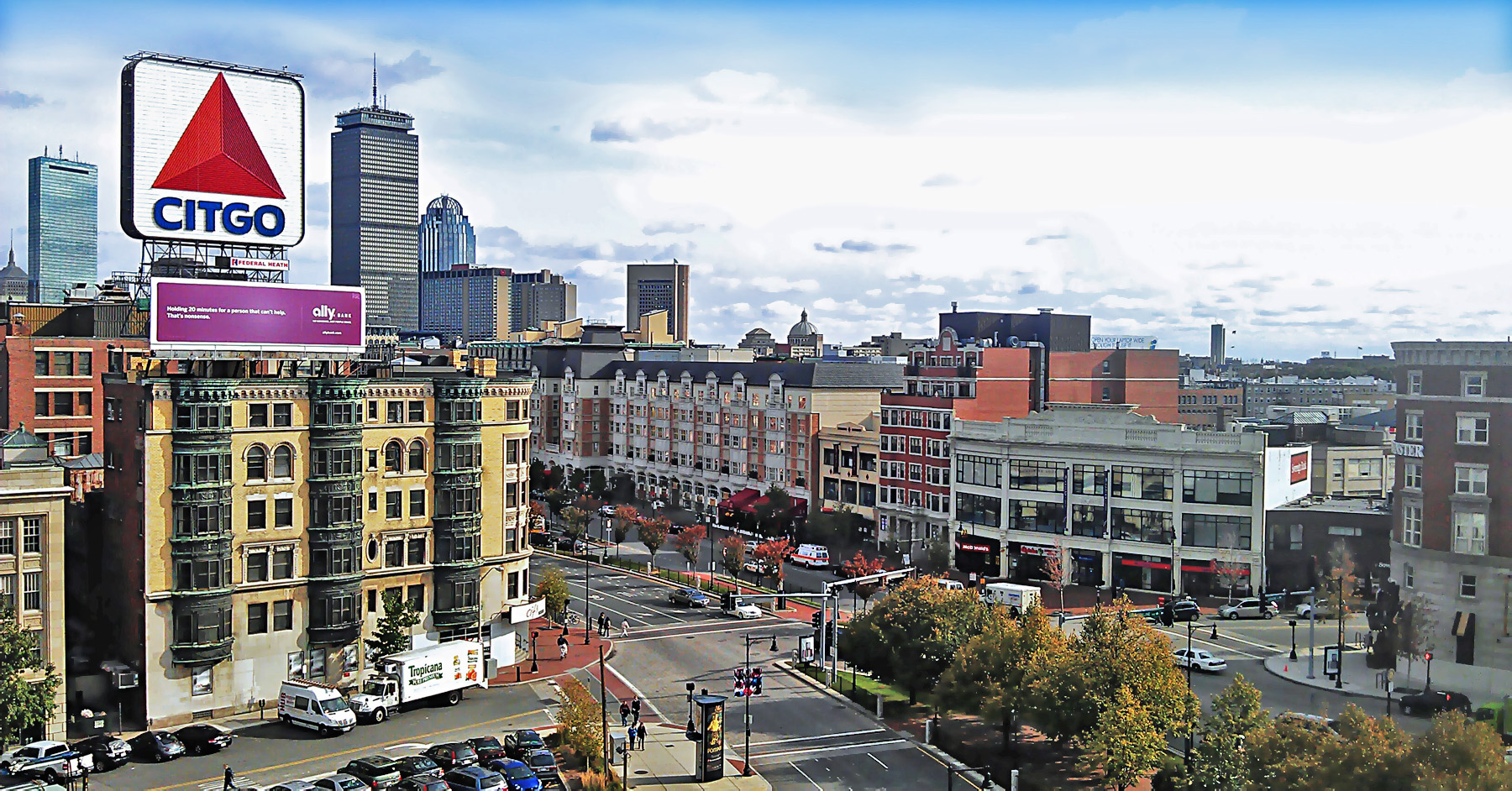
La place de Kenmore, à quelques pas du Fenway Park, avec le symbolique signe Citgo, lieu de rassemblement des supporters de baseball.

Kenmore Square est une place de Boston, dans le Massachusetts, au nord-est des États-Unis. Intersection de plusieurs avenues principales de la ville, la place est un endroit symbolique de Boston pour sa proximité avec le Fenway Park, l'Université de Boston et Lansdowne Street. Desservi par la Kenmore Station, Kenmore Square est également l'extrémité est de la Route 20, la plus longue route des États-Unis. Le signe Citgo, présent depuis 1940, est une particularité de la place et est devenu célèbre. 